# Shōnen Maid
Shōnen Maid (少年メイド Shōnen Meido,?, lit. "Chico Sirvienta") es una serie de manga escrita e ilustrada por Ototachibana. Una adaptación al anime se emitió entre el 8 de abril y el 1 de julio de 2016. 

## Argumento
Chihiro Komiya es un enérgico estudiante de colegio que vive con su madre. A él se le dan muy bien las tareas del hogar, y el lema de su madre es: "Sin trabajo, no hay comida". Tras el repentino fallecimiento de su madre, un hombre que dice ser su tío, Madoka Takatori, le invita a vivir con él. Chihiro le rechaza en un principio, pero cuando ve el desastre que tiene por casa, comienza a limpiarla. Entonces, Madoka le ofrece un trato: si va a vivir con él, a cambio el joven se encargará de la limpieza. Chihiro acepta el trato, pero, de repente, se ve vestido como una maid.

## Personajes
Chihiro Komiya (小宮 千尋 Komiya Chihiro?)
Seiyū: Natsumi Fujiwara
El protagonista de la serie. Este es un niño que cursa quinto de primaria y que tiene una gran afición por limpiar, su padre muere cuando este era un recién nacido y después su madre fallece, pero su tío Madoka lo recoge, después de que se opusiera llegaron a un trato.
Conforme pasa el tiempo este lo acepta dejando que duerma con él y que vaya al colegio con su tutor, pero se enoja con Madoka cuando este hace todo menos su trabajo y cuando recibe gatos callejeros, ya que es alérgico a ellos.

Madoka Takatori (鷹取 円 Takatori Madoka?)
Seiyū: Nobunaga Shimazaki
Él es tío de Chihiro, un hombre muy peculiar, excelente diseñador aunque siempre deje su trabajo para el último momento así acumulando estrés, pero es muy rápido haciendo vestimentas para sus seres queridos y amigos, un gran  repostero, pésimo con las tareas del hogar y amante de los gatos aunque sea alérgico a estos.
Tanto él como su hermana se fueron a temprana edad de casa por problemas con sus padres.
Este cuando se entera de que su hermana a muerto busca a Chihiro para ayudarlo y después de que este se negara, él le ofrece un trato. Con el paso del tiempo se va reforzando su lazo familiar.

Keiichirō Shinozaki (篠崎 桂一郎 Shinozaki Keiichirou?)
Seiyū: Tomoaki Maeno
Amigo desde la infancia de Madoka, siempre fiel a él, también trabaja para él como su asistente, este casi prácticamente le arregla vida, ya que siempre le resuelve sus problemas, él es el encargado de darles un hogar a los gatos que Madoka recoge y tiene uno en casa.
Miyako Ōtori (凰 美耶子 Outori Miyako?)
Seiyū: Yui Makino
La familia de Miyako y madoka son amigos, y en un principio se había acordado el matrimonio de Miyako y Madoka, pero gracias a Madoka este se rompió. 
Miyako está enamorada de Keiichiro, ella le pide ayuda a Chihiro para que le enseñe a ser una buena ama de casa, aprende a limpiar y a cocinar, incluso perfecciona tanto su habilidad en repostería, ya que a su amado le gusta el flan.
Ryūji (竜児?)
Seiyū: Natsuki Hanae
Miembro de una boy band. Este se da a conocer en la historia porque Madoka diseña los trajes de la banda, pero Madoka hace los trajes como se los ordenan, Ryūji no está de acuerdo ya que quiere ver como un adulto. Madoka se niega, este lo  acepta, pero desde ese momento hace amistad con los de la casa.
Hayato (隼人?)
Seiyū: Taku Yashiro
Ibuki (伊吹?)
Seiyū: Kazutomi Yamamoto
Yūji Hino (日野祐司 Hino Yuuji?)
Seiyū: Mitsuki Saiga
Amigo de Chihiro, tiene una gran familia, siempre apoya a Chihiro, disfruta de los lujos que se le brindan, él es le que interviene entre Madoka y Chihiro para que su lazo crezca.
Chiyo Komiya (小宮千代 Komiya Chiyo?)
Seiyū: Yukari Tamura
Madre de chihiro. Esta muere al principio de la serie solo se sabe de ella gracias a Madoka ya que el siempre habla a Chihiro de ella.
Esta también se le ve en sueños de Chihiro y en el último capítulo cuando ha pasado un año de su muerte.
Ella se fue de su casa perdiendo el apoyo de su familia y nunca se reconcilió con sus padres. Solo tenía a Madoka, después de que el padre de Chihiro muriera, ella trabajo para mantenerlo y criarlo lo mejor que se pudiera.

## Media

### Manga
Ototachibana publicó la serie en la revista B's-Log Comic de Enterbrain el 12 de marzo de 2008. Un CD audio drama fue incluido con la edición limitada del sexto volumen en abril de 2013.

#### Volúmenes
| Núm. | Fecha de publicación                                                       | ISBN                                                                               |
| ---- | -------------------------------------------------------------------------- | ---------------------------------------------------------------------------------- |
| 1    | 1 de diciembre de 2008                                                     | ISBN 978-4-7577-4599-5                                                             |
| 2    | 1 de junio de 2009                                                         | ISBN 978-4-7577-4939-9                                                             |
| 3    | 1 de febrero de 2010                                                       | ISBN 978-4-04-726219-5                                                             |
| 4    | 28 de febrero de 2011                                                      | ISBN 978-4-04-727057-2                                                             |
| 5    | 29 de diciembre de 2011                                                    | ISBN 978-4-04-727715-1                                                             |
| 6    | 1 de abril de 2013 (edición regular) 1 de abril de 2013 (edición limitada) | ISBN 978-4-04-728846-1 (edición regular) ISBN 978-4-04-728847-8 (edición limitada) |
| 7    | 1 de febrero de 2014                                                       | ISBN 978-4-04-729430-1                                                             |
| 8    | 1 de noviembre de 2014                                                     | ISBN 978-4-04-730025-5                                                             |
| 9    | 1 de abril de 2016                                                         | ISBN 978-4-04-734026-8                                                             |

### Novela ligera
Una novela ligera escrita por Fujisaki Ayuna es ilustrada por Ototachibana fue publicada en Kadokawa Tsubasa Bunko (Kadokawa).

#### Lista de volúmenes
| Núm. | Fecha de publicación | ISBN               |
| ---- | -------------------- | ------------------ |
| 1    | 15 de agosto de 2014 | ISBN 9784046314482 |

### Anime
Una adaptación a anime fue anunciada en la edición número 32 de B's-Log Comic en agosto de 2015. La serie se estrenó el 8 de abril de 2016, y se transmió en TBS, CBC, Sun TV, y BS-TBS. La serie es dirigida por Yusuke Yamamoto y escrita por Yoshioko Nakamura, con la animación del estudio 8-Bit. Kana Ishida provee el diseño de los personajes para el anime. El opening es "Innocent Promise" interpretado por Trustick, mientras el ending es "Zutto Only You" (ずっとOnly You, lit. "La Mayor Parte Solo Tú") interpretado por Natsuki Hanae, Taku Yashiro, y Kazutomi Yamamoto.
Un spin-off titulado Uchōten Nicosei (有頂天☆ニコ生) se centra en el grupo de idols Uchōten Boys. El primer episodio fue transmitido en Niconico el 14 de marzo de 2016, y fue seguido por los episodios regulares el 11 de abril de 2016.

#### Lista de episodios
| Núm.      | Título | Fecha de emisión     |
| --------- | --- | -------------------- |
| 1         | "Aquellos que no trabajan no comen" "Hatarakazaru Mono Kū Bekarazu" (はたらかざる者食うべからず)                                           | 8 de abril de 2016   |
| 2         | "El fracaso es la madre del éxito" "Shippai wa Seikō no Haha" (しっぱいは成功の母)                                                         | 22 de abril de 2016  |
| 3         | "Si alimentas a un perro tres días, te lo agradecera tres años" "Inu wa Mikka Kaeba Sannen On o Wasurenu" (いぬは三日飼えば三年恩を忘れぬ) | 29 de abril de 2016  |
| 4         | "Lo que te guste, lo harás bien" "Suki Koso Mono no Jōzu Nare" (好きこそ物の上手なれ)                                                      | 6 de mayo de 2016    |
| 5         | "Un hombre nunca retrocede sus palabras" "Danshi no Hitokoto Kintetsu no Gotoshi" (だんしの一言金鉄の如し)                                 | 13 de mayo de 2016   |
| 6         | "Incluso un encuentro casual está planeado de antemano" "Sode Furiau mo Tashō no Enishi" (袖振り合うも多生の縁)                            | 20 de mayo de 2016   |
| 7         | "El aprendizaje no pasa en un día" "Gakumon wa Ichinichi ni Shite Narazu" (学問は一日にしてならず)                                         | 27 de mayo de 2016   |
| 8         | "El demonio se burla cuando tu hablas del próximo año" "Rainen o Ieba Oni ga Warau" (来年を言えば鬼が笑う)                                 | 3 de junio de 2016   |
| 8.5 (OVA) | | 24 de agosto de 2016 |
| 9         | "La caridad trae su propia recompensa" "Nasake wa Hito no Tame Narazu" (情けは人の為ならず)                                                | 10 de junio de 2016  |
| 10        | "Ningún frío o calor dura más allá del equinoccio" "Atsusa Samusa mo Higan Made" (暑さ寒さも彼岸まで)                                      | 17 de junio de 2016  |
| 11        | "Chicos, sean ambiciosos" "Shōnen yo, Taishi o Dake" (少年よ、大志を抱け)                                                                  | 24 de junio de 2016  |
| 12        | "Todo lo bueno termina bien" "Owari Yokereba Subete Yoshi" (終わり良ければすべて良し)                                                      | 1 de julio de 2016   |